# Amor International 1997
Die Amor International 1997 im Badminton fanden vom 4. bis zum 6. April 1997 in Groningen statt.

## Sieger und Platzierte
| Disziplin    | Gold                                  | Silber                            | Bronze                                |
| ------------ | ------------------------------------- | --------------------------------- | ------------------------------------- |
| Herreneinzel | Chris Bruil                           | Niels Christian Kaldau            | Jürgen Koch                           |
| Herreneinzel | Chris Bruil                           | Niels Christian Kaldau            | Mark Constable                        |
| Dameneinzel  | Monique Hoogland                      | Carolien Glebbeek                 | Brenda Beenhakker                     |
| Dameneinzel  | Monique Hoogland                      | Carolien Glebbeek                 | Pernille Harder                       |
| Herrendoppel | Peder Nissen Jonas Rasmussen          | Dennis Lens Quinten van Dalm      | Patrick Ejlerskov Michael Lamp        |
| Herrendoppel | Peder Nissen Jonas Rasmussen          | Dennis Lens Quinten van Dalm      | Allan Borch Janek Roos                |
| Damendoppel  | Monique Hoogland Erica van den Heuvel | Brenda Conijn Nicole van Hooren   | Emma Constable Sarah Hardaker         |
| Damendoppel  | Monique Hoogland Erica van den Heuvel | Brenda Conijn Nicole van Hooren   | Antoinette Achterberg Lotte Jonathans |
| Mixed        | Quinten van Dalm Nicole van Hooren    | Jonas Rasmussen Ann-Lou Jørgensen | Michael Lamp Pernille Danielsson      |
| Mixed        | Quinten van Dalm Nicole van Hooren    | Jonas Rasmussen Ann-Lou Jørgensen | Janek Roos Mette Schjoldager          |